# Ludwig Bonifaz Philipp Steinherr von Hohenstein
Ludwig Bonifaz Philipp Steinherr, Edler von Hohenstein (* 19. Januar 1793 in Bingen am Rhein; † unbekannt) war ein hessischer Gutsbesitzer und Abgeordneter der 2. Kammer der Landstände des Großherzogtums Hessen.
Ludwig Bonifaz Philipp Steinherr, Edler von Hohenstein, war der Sohn des 1786 geadelten Oberamtmanns der Grafschaft Falkenstein Innozenz Steinherr von Hohenstein (1751–1824) und dessen Ehefrau Anna Maria geborene Geißweiler. Er war katholisch und heiratete am 7. April 1827 in Bingen Maria Catharina geborene Merlen. Er war Gutsbesitzer und Gemeindeeinnehmer in Bingen.
1841 bis 1850 gehörte er der Zweiten Kammer der Landstände an. Er wurde für den Wahlbezirk Stadt Bingen bzw. Rheinhessen 5/Bingen gewählt.
1848 war er Mitglied des Vorparlaments.
Nach dem Scheitern der Märzrevolution wanderte er 1850 nach Amerika aus.